# Ricordi di un operaio comunista
Ricordi di un operaio comunista è un libro scritto da Friedrich Lebner, un operaio che in esilio a Londra ebbe modo di frequentare Karl Marx ed Engels.
Il libro traccia la storia di un operaio tedesco, lavorante in una sartoria londinese, durante il periodo che intercorre tra la seconda metà dell'Ottocento e l'inizio del secolo seguente.
Gli eventi descritti sono quelli immersi nel pieno sviluppo capitalistico europeo, della ricerca di nuovi sbocchi imperialistici, dello sviluppo della grande industria, della crisi dell'artigianato e della costituzione degli Stati nazionali moderni.
In primo piano, l'autore ci fa rivivere l'epopea delle grandi battaglie sociali indotte dai mutamenti politico-economico-produttivi, e quindi le ribellioni popolari del 1848 frutto di un malcontento diffuso; inoltre viene descritta la nascita e la diffusione del movimento socialista e l'organizzazione dei sindacati europei ed inglesi in particolare.
Il protagonista, attratto dalla ideologia marxista, si forma una coscienza di classe ed agisce come militante fino all'ultimo dei suoi giorni.

## Edizioni
- Friedrich Lebner, Ricordi di un operaio comunista, Lotta comunista, 1996,  pp.172 , cap.3.